# Medaliści mistrzostw Polski seniorów w biegu 24-godzinnym
Medaliści mistrzostw Polski seniorów w biegu 24-godzinnym – zdobywcy medali seniorskich mistrzostw Polski w konkurencji biegu 24-godzinnego.
Bieg 24-godzinny mężczyzn w randze mistrzostw Polski rozgrywany jest od 2008 roku.
Aktualny rekord mistrzostw Polski seniorów w biegu 24-godzinnym wynosi 282 kilometry 201 metrów i został ustanowiony przez Andrzeja Piotrowskiego podczas mistrzostw w 2022 w Pabianicach.

## Medaliści
| NR – rekord kraju |

| Mistrzostwa      | 1. miejsce                                | Rezultat          | 2. miejsce                                | Rezultat     | 3. miejsce                                | Rezultat     |
| Kraków 2008      | Waldemar Pędzich LKS Kurp Ostrołęka       | 243 km 621 m (NR) | Tadeusz Ruta WKB Meta Lubliniec           | 234 km 801 m | August Jakubik Pogoń Ruda Śląska          | 226 km 020 m |
| Ruda Śląska 2009 | Waldemar Pędzich LKS Kurp Ostrołęka       | 230 km 420 m      | August Jakubik TL Pogoń Ruda Śląska       | 223 km 069 m | Andrzej Urbaniak WKS Zawisza Bydgoszcz    | 218 km 201 m |
| Katowice 2010    | Adam Jagieła Pogoń Ruda Śląska            | 241 km 511 m      | Marek Gulbierz Juvenia Białystok          | 239 km 011 m | Jarema Dubiecki KB Arturówek Łódź         | 206 km 087 m |
| Katowice 2011    | Marcin Sieja Agros Żary                   | 246 km 119 m (NR) | Piotr Sawicki AKL Ursynów Warszawa        | 237 km 028 m | Adam Jagieła AZS-AWF Katowice             | 215 km 033 m |
| Katowice 2012    | Marcin Sieja Agros Żary                   | 247 km 023 m (NR) | Piotr Sawicki AKL Ursynów Warszawa        | 238 km 919 m | Andrzej Radzikowski LKS Olymp Błonie      | 235 km 542 m |
| Katowice 2013    | Andrzej Radzikowski LKS Olymp Błonie      | 251 km 113 m      | Sławomir Rzechuła Sprint Bielsko-Biała    | 222 km 247 m | Paweł Szynal LKS Olymp Błonie             | 206 km 355 m |
| Katowice 2014    | Paweł Szynal LKS Olymp Błonie             | 253 km 567 m      | Ireneusz Czapiga TS AKS Chorzów           | 234 km 693 m | Sławomir Rzechuła KS Sprint Bielsko-Biała | 225 km 932 m |
| Łyse 2015        | Paweł Szynal LKS Olymp Błonie             | 246 km 887 m      | Roman Elwart LKS Ziemi Puckiej Puck       | 234 km 327 m | Przemysław Basa Pogoń Ruda Śląska         | 230 km 324 m |
| Kraków 2016      | Sławomir Rzechuła KS Sprint Bielsko-Biała | 221 km 636 m      | Grzegorz Włodarczyk TKKF Promyk Ciechanów | 205 km 835 m | Wojciech Bryja Olimp Strawczyn            | 205 km 717 m |
| Łódź 2017        | Andrzej Radzikowski LKS Olymp Błonie      | 258 km 228 m      | Sebastian Białobrzeski UKS Cityzen Poznań | 249 km 633 m | Roman Elwart KS Ziemi Puckiej Puck        | 241 km 708 m |
| Łyse 2018        | Leszek Małyszek AZS-AWF Katowice          | 237 km 514 m      | Andrzej Mazur LKS Zantyr Sztum            | 236 km 216 m | Przemysław Basa TL Pogoń Ruda Śląska      | 227 km 746 m |
| Supraśl 2019     | Andrzej Piotrowski WKS Wawel Kraków       | 255 km 499 m      | Przemysław Basa TL Pogoń Ruda Śląska      | 251 km 196 m | Krzysztof Brączyk MGLKS Grom Więcbork     | 246 km 379 m |
| Pabianice 2020   | Leszek Małyszek AZS-AWF Katowice          | 260 km 027 m      | Rafał Kot PKS Gwardia Szczytno            | 255 km 772 m | Andrzej Mazur LKS Zantyr Sztum            | 252 km 036 m |
| Pabianice 2021   | Andrzej Piotrowski WKS Wawel Kraków       | 272 km 606 m (NR) | Leszek Małyszek AZS-AWF Katowice          | 256 km 081 m | Jakub Śleziak AZS-AWF Katowice            | 249 km 179 m |
| Pabianice 2022   | Andrzej Piotrowski WKS Wawel Kraków       | 282 km 201 m (NR) | Mariusz Napiórkowski LKS Korab Olecko     | 262 km 294 m | Jakub Śleziak AZS-AWF Katowice            | 261 km 078 m |
| Pabianice 2023   | Andrzej Piotrowski WKS Wawel Kraków       | 265 km 130 m      | Leszek Małyszek KS AZS AWF Katowice       | 245 km 954 m | Andrzej Mazur KKS SFORA Bojano            | 240 km 181 m |
| Pabianice 2024   | Mariusz Napiórkowski LKS Korab Olecko     | 276 km 081 m      | Leszek Małyszek KS AZS AWF Katowice       | 252 km 845 m | Jakub Śleziak KS AZS AWF Katowice         | 244 km 222 m |

## Klasyfikacja medalowa
W historii mistrzostw Polski seniorów na podium tej imprezy stanęło w sumie 25 zawodników, a tytuły mistrza kraju zdobywało 8 zawodników.
| Lp. | Zawodnik               | Złoto | Srebro | Brąz | Razem |
| 1.  | Andrzej Piotrowski     | 4     | 0      | 0    | 4     |
| 2.  | Leszek Małyszek        | 2     | 3      | 0    | 5     |
| 3.  | Andrzej Radzikowski    | 2     | 0      | 1    | 3     |
| 4.  | Paweł Szynal           | 2     | 0      | 1    | 3     |
| 5.  | Waldemar Pędzich       | 2     | 0      | 0    | 2     |
| 6.  | Marcin Sieja           | 2     | 0      | 0    | 2     |
| 7.  | Sławomir Rzechuła      | 1     | 1      | 1    | 3     |
| 8.  | Mariusz Napiórkowski   | 1     | 1      | 0    | 2     |
| 9.  | Adam Jagieła           | 1     | 0      | 1    | 2     |
| 10. | Piotr Sawicki          | 0     | 2      | 0    | 2     |
| 11. | August Jakubik         | 0     | 1      | 1    | 2     |
| 12. | Andrzej Mazur          | 0     | 1      | 2    | 3     |
| 13. | Przemysław Basa        | 0     | 1      | 1    | 2     |
| 14. | Roman Elwart           | 0     | 1      | 1    | 2     |
| 15. | Tadeusz Ruta           | 0     | 1      | 0    | 1     |
| 16. | Marek Gulbierz         | 0     | 1      | 0    | 1     |
| 17. | Ireneusz Czapiga       | 0     | 1      | 0    | 1     |
| 18. | Grzegorz Włodarczyk    | 0     | 1      | 0    | 1     |
| 19. | Sebastian Białobrzeski | 0     | 1      | 0    | 1     |
| 20. | Rafał Kot              | 0     | 1      | 0    | 1     |
| 21. | Jakub Śleziak          | 0     | 0      | 3    | 3     |
| 22. | Andrzej Urbaniak       | 0     | 0      | 1    | 1     |
| 23. | Jarema Dubiecki        | 0     | 0      | 1    | 1     |
| 24. | Wojciech Bryja         | 0     | 0      | 1    | 1     |
| 25. | Krzysztof Brączyk      | 0     | 0      | 1    | 1     |